# Monstrillopsis reticulata
Monstrillopsis reticulata is een eenoogkreeftjessoort uit de familie van de Monstrillidae. De wetenschappelijke naam van de soort is voor het eerst geldig gepubliceerd in 1949 door Davis.